# Claretianos
Os Missionários Claretianos (ou formalmente Congregação dos Missionários Filhos do Imaculado Coração de Maria) são uma congregação religiosa católica fundada por Santo Antônio Maria Claret no dia 16 de julho de 1849.
Desenvolve um extenso trabalho social no Brasil: colégios, faculdades (a que mais se destaca é o Centro Universitário Claretiano), centro de espiritualidade, seminários, centros de formação para juventude, missões ad gente, rádios, emissões da TV Claret, inúmeras paróquias, etc.
Em Portugal dirigem o Colégio Universitário Pio XII, em Lisboa, o Colégio Interno dos Carvalhos, em Vila Nova de Gaia, e dispõem do Seminário do Coração de Maria e de uma ampla Casa de Acolhimento e Espiritualidade na Cova da Iria, em Fátima, perto do Santuário de Nossa Senhora do Rosário de Fátima.
No mundo esta congregação religiosa conta com uma média de 3500 membros, figurando entre uma das 10 maiores ordens e congregações da Igreja. Está presente em 66 países, nos 5 continentes. Seu carisma é a evangelização por todos os meio possíveis e eficazes. Ultimamente, esta congregação tem se destacado pelo pioneirismo no Brasil do ensino à distância.

## Superior Geral
1. Antônio Maria Claret (1849-1850)[1]
2. Esteban Sala y Masnou, C.M.F. (1850-1858)[2]
3. José Xifré, C.M.F. (1858-1899)[3]
4. Clemente Serrat, C.M.F. (1899-1906)
5. Martin Alsina Sevarroja, C.M.F. (1906-1922)
6. Nicolás García Cuesta, C.M.F. (1922-1934)
7. Felipe Maroto, C.M.F. (1934-1937)
8. Nicolás García Cuesta, C.M.F. (1937-1949)
9. Peter Schweiger, C.M.F. (1949-1967)
10. Antonio Leghisa, C.M.F. (1967-1979)
11. Gustavo Alonso, C.M.F. (1979-1991)
12. Aquilino Bocos Merino, C.M.F. (1991-2003)
13. Josep Maria Abella Batlle, C.M.F. (2003-2015)
14. Mathew Vattamattam, C.M.F. (2015-2021)
15. Mathew Vattamattam, C.M.F. (desde 2015) (2ª vez)

### Consultores
- Prefeitura de Apostolado - Pe. Pedro Belderrain, C.M.F.
- Prefeitura de Espiritualidade e Vida Comunitária - Pe. Carlos Enrique Sánchez Miranda, C.M.F.
- Prefeitura de Formação - Pe. Joseph Mbungu-Mutu, C.M.F.
- Prefeitura de Pastoral Juvenil e Vocacional - Ir. Carlos Horacio Antonio Verga, C.M.F.
- Prefeitura de Pastoral Bíblica e Comunicação - Pe. Henry Omonisaye, C.M.F.
- Prefeitura de Economia - Pe. Manuel Alfredo Tamargo Rodríguez, C.M.F.